# Teddy Boys
Pour les articles homonymes, voir Teddy Boy (homonymie).
Les Teddy Boys, ou Teds, sont une sous-culture de jeunesse principalement britannique du début des années 1950 au milieu des années 1960, intéressée par la musique rock and roll et R&B. Ils portaient des vêtements partiellement inspirés des styles des dandys de l'époque édouardienne, que les tailleurs de Savile Row avaient tenté de réintroduire en Grande-Bretagne après la Seconde Guerre mondiale. 
Le terme Teddy Boys était utilisé pour les garçons, tandis que les filles étaient appelées Teddy Girls ou Judies.

## Contexte historique
La période de la fin des années 1940 au début des années 1950 en Grande-Bretagne a été marquée par une forme de reprise et de résilience après les ravages de la Seconde Guerre mondiale. Le pays était encore aux prises avec les conséquences des dégâts causés par les bombes et le rationnement des biens essentiels a perduré pendant des années. Malgré l'austérité, l'économie a repris du dynamisme, offrant des opportunités d'emploi pour la classe ouvrière. Les influences culturelles américaines, apportées par les soldats américains pendant la guerre, ont laissé une empreinte indélébile sur la société britannique. La musique de danse populaire de l'époque était le jazz et le swing, avec le jive et le lindy hop qui ont captivé la nation. Alors que la Grande-Bretagne se questionnait sur son rôle dans le monde d'après-guerre, un sentiment d'incertitude culturelle demeurait, même après la victoire sur l'Allemagne et le Japon. Cependant, l'émergence de sous-cultures de jeunes comme les Teddy Boys et l'introduction du rock and roll américain ont laissé entrevoir un paysage social en mutation. Cette époque témoigne des défis de la reconstruction de l'après-guerre et de l'émergence de nouvelles influences culturelles.

## Origines
Manchester a été le théâtre de l'émergence des Scuttlers entre les années 1860 et 1890, des bandes violentes composées d'adolescents issus de familles ouvrières. Ces groupes sont reconnus comme le tout premier mouvement de sous-culture juvénile en Grande-Bretagne. Cependant, les Teddy Boys sont généralement considérés comme l'un des premiers mouvements de sous-cultures de jeunesse (teenagers) britanniques de la seconde moitié du XXe siècle, marquée par l'influence des médias de masse.
Le mouvement tira son nom du gros titre d'un journal de 1953 qui utilisait le diminutif Teddy pour Edward, auquel fut adjoint le terme boy (garçon en anglais).
Certains Teddy Boys formèrent des gangs qui firent leur notoriété en s'affrontant lors de violentes échauffourées souvent amplifiées par la presse populaire. Les affrontements les plus mémorables furent notamment ceux de Notting Hill, en 1958, au cours desquels les Teddy boys furent impliqués en grande part dans des agressions envers des personnes de la communauté des Antilles britanniques.

## Style

### Vêtements
La mode des Teddy Boys puise son inspiration dans l'Ère édouardienne, s'inscrivant particulièrement dans le style dandy du début du XXe siècle. L'industrie de la mode britannique pendant cette époque a connu des difficultés en raison du rationnement et d'un manque de clients. Les tailleurs pour hommes de Londres ont tenté de relancer leur activité en adoptant un style inspiré de l'époque édouardienne. Cependant, le marché visé n'a pas adhéré à ce look, ce qui a entraîné un surplus de stock. Pour récupérer leur investissement, les vêtements invendus ont été vendus à bas prix aux magasins de vêtements pour hommes de l'Est et du Sud de Londres. Cela a attiré l'attention des jeunes de la classe ouvrière, et le style des Teddy Boys est apparu vers 1951, en même temps qu'une augmentation du revenu disponible et le désir de se démarquer de la génération précédente parmi les jeunes.

## Dans la fiction
Ces mœurs violentes sont décrites :
- dans le roman d'Ernest Ryman Teddy Boy, paru en 1958[4] ;
- dans la bande dessinée Le Testament de William S. (2016) ;
- dans la chanson Teddy Boy de Dick Rivers, sur l'album Tendre Teddy Boy (1980).